# Guillaume Chasteau
Guillaume Chasteau, dont l'usage était de signer Castellus (les dictionnaires de Charles-François Le Virloys et Pierre-François Basan, au XVIIIe siècle, citent également la signature de Castellus-Gallus), est un graveur d'interprétation au burin et à l'eau-forte, français, né le 18 avril 1635 à Orléans. Il vécut rue Saint-Jacques à Paris et y est mort le 15 septembre 1683.

## Biographie
La date du 18 avril 1635 est dite par le Dictionnaire Bénézit comme étant celle de la naissance de Guillaume Chasteau, les archives de l'Université de Liège la donnant comme celle de son baptême, ces deux propositions n'étant pas contradictoires de par l'usage courant au XVIIe siècle d'un baptême immédiat.
Son séjour à Rome, le plus souvent donné de 1655 à 1660, est étendu par Maxime Préaud de 1654 à 1661-1662. Il est écrit que c'est par simple curiosité qu'initialement il entreprend ce voyage et que c'est par la fréquentation de ceux qui deviendront ses maîtres (Cornelis Bloemaert et Johann Friedrich Greuter (it)) qu'à Rome il prend goût à la gravure (la rare signature Castellus-Gallus semble correspondre à cette première période romaine), qu'il travaille un temps pour la Papauté (Portraits des Papes) et qu'il en fait définitivement sa vocation : « Après quoi, il parcourut une grande partie de l'Italie pour examiner ce qu'elle offre de plus beau en matière de peinture », ses haltes majeures étant Venise et Gênes.

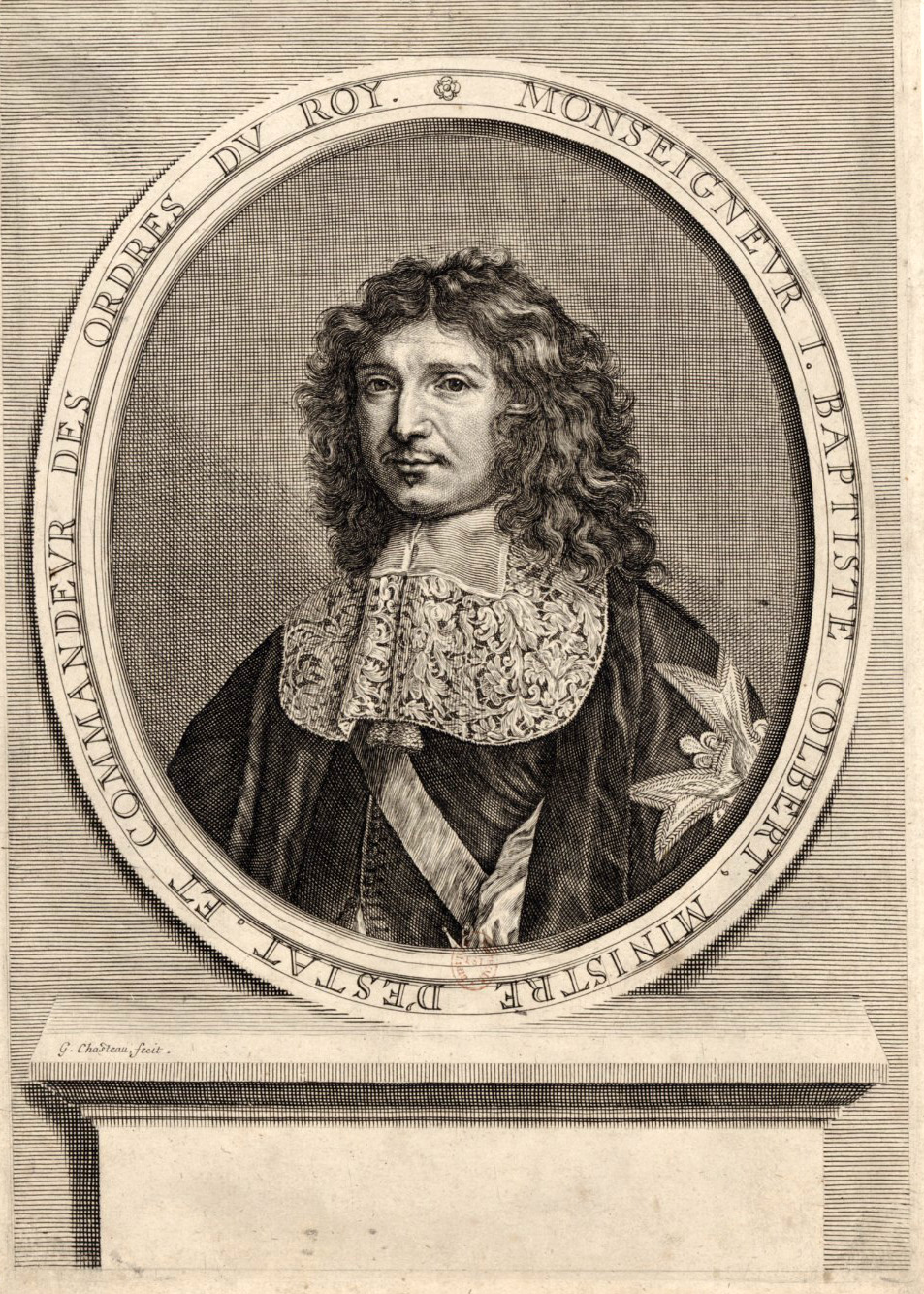
Guillaume Chasteau, Colbert

Guillaume Chasteau est en 1663 reçu à l'Académie royale de peinture et de sculpture où il côtoie Gilles Rousselet et François Chauveau et où la protection de Colbert lui vaut des commandes officielles. 
En 1665, il épouse Antoinette Hérault (1642-1695), mariage dont naîtront au moins huit enfants, par lequel il devient le gendre du peintre et marchand de tableaux Antoine Hérault et le beau-frère de Noël Coypel. Antoinette Hérault, « une des meilleures miniaturistes de son temps, qui excella surtout dans la copie des œuvres des maîtres », voit son chef-d'œuvre, La Famille Darius devant Alexandre d'après Charles Le Brun, acquis par Louis XIV pour le Grand Dauphin.
Un procès-verbal nous restitue la fin de l'artiste : « Guillaume Chasteau, graveur ordinaire du Roy en son Académie royale de peinture et sculpture, a été pris en sa maison rue Saint-Jacques au Buste et a été inhumé aux charniers ce 17 septembre 1683. Signé : Coypel, Noël Chasteau, Hérault ». Les charniers ici évoqués sont ceux de l'église Saint-Benoît-le-Bétourné : après sa fermeture en 1812 (elle sera détruite en 1831), les ossements des charniers sont en 1813 portés aux catacombes.
Sa veuve, qui mit au monde huit enfants, épouse en 1686, en seconde noces, le peintre Jean-Baptiste Bonnart, ancien collaborateur de son mari.

## Œuvre

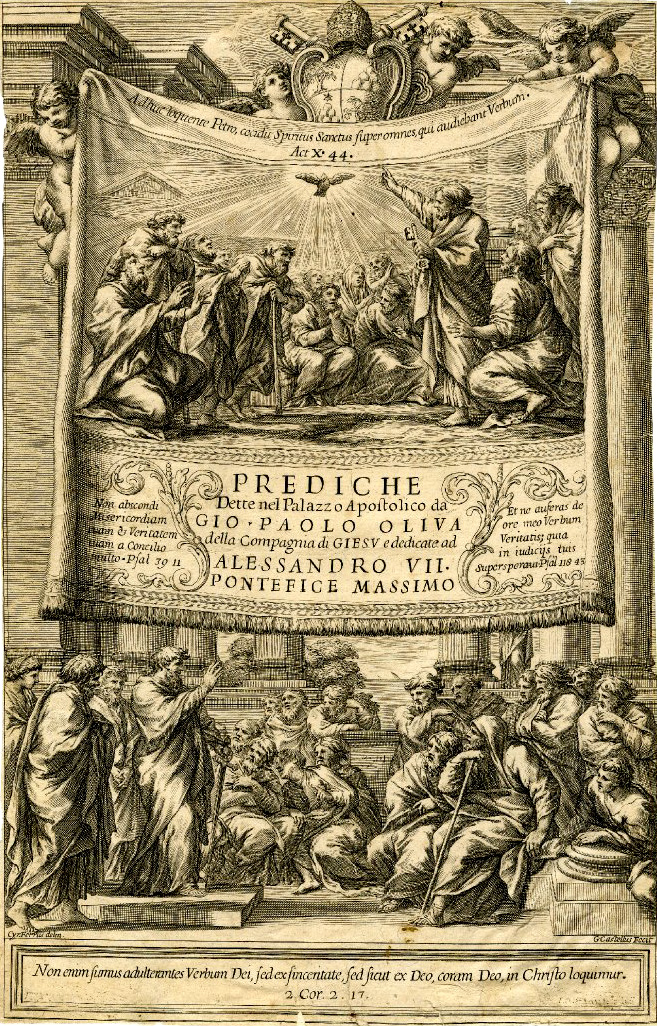
Frontispice des Prediche dette nel Palazzo Apostolico

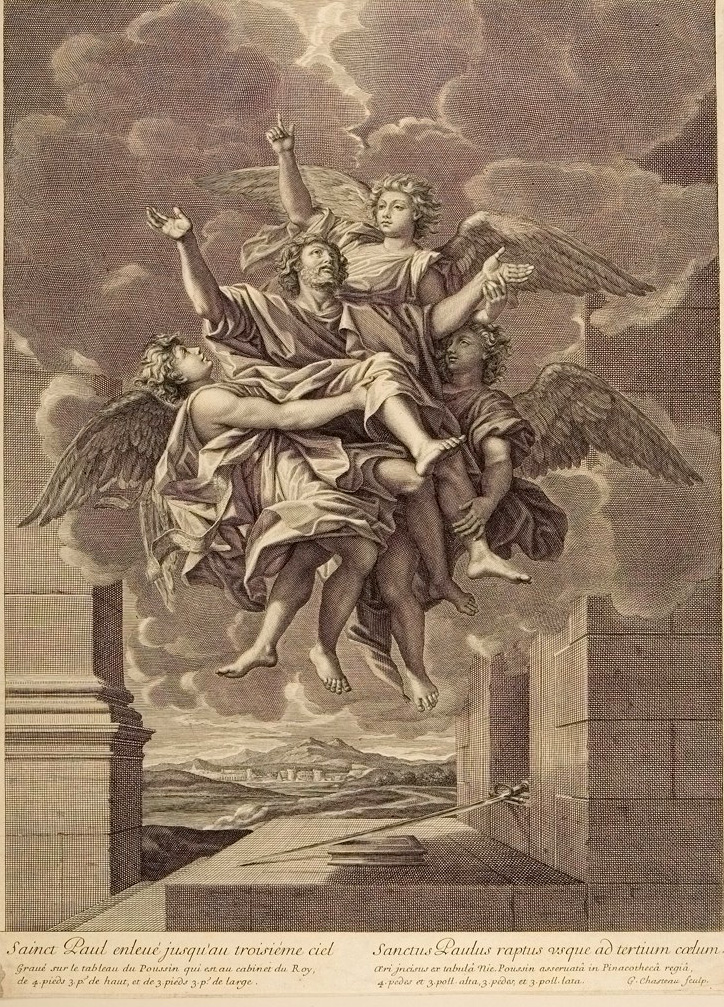
Ravissement de Saint Paul

### Gravures d'interprétation
Guillaume Chasteau a gravé des sujets extraits du Nouveau Testament, de la mythologie gréco-romaine et des portraits d'après :
- L'Albane (L'Annonciation, Le baptême du Christ, L'apparition du Christ à la Madeleine ou Noli me tangere).
- Delfobo Burbarini.
- Annibal Carrache (Martyre de Saint Étienne, Assomption de la Vierge).
- Giovanni Benedetto Castiglione (Elle enfanta son premier né, l'enveloppa de langes et le coucha dans une crèche).
- Le Corrège (Le repos pendant la fuite en Égypte).
- Pierre de Cortone (Saint Paul retrouvant la vue).
- Guillaume Courtois.
- Antoine Coypel (Portrait de Catherine Montvoisin dite "La Voisin", empoisonneuse).
- Noël Coypel (La Vierge et l'Enfant Jésus).
- Ciro Ferri ( Frontispice du livre Prediche dette nel Palazzo Apostolico de Giovanni Paolo Oliva).
- Claude Lefèbvre (Portrait de Colbert[12]).
- Carlo Maratta (La Sainte Famille, Saint Thomas de Villeneuve ).
- Baldassare Peruzzi.
- Nicolas Poussin (Le ravissement de Saint-Paul, 1671[13] ; Jupiter allaité par la chèvre Amalthée, vers 1680 ; Renaud et Armide).
- Guido Reni.
- Raphaël Sanzio (Jonas et Habacuc, 1660 ; Daniel et David, 1660 ; La Pêche miraculeuse).
- Nicolas Tournier.

### Contributions bibliophiliques
- André Félibien, sieur des Avaux et de Javercy, Tableaux du Cabinet du Roy - Première partie, Imprimerie royale, 1679. Gravures par Gérard Edelinck, Étienne Picart, Gilles Rousselet, Antoine Masson, Étienne Baudet, Guillaume Chasteau, Gérard Audran et Gérard Scotin.

## Expositions collectives
- Trois estampes exposées[14], Académie royale de peinture et de sculpture, 1673.
- Exposition dédiée au Roi, Hôtel de La Ferté-Senneterre, Paris, 1683.
- Exposition Colbert, Hôtel de la Monnaie, Paris, 1983.
- Exposition itinérante : Poussin et Moïse, du dessin à la tapisserie, Académie de France à Rome et Musée des beaux-arts de Bordeaux, 2011 ; Mobilier national, Paris, 2012.
- Les auteurs inspirés par Nicolas Poussin (350e anniversaire de son décès), Galerie nationale de Prague, 2015.

## Réception critique
- « Il est surtout connu pour les estampes d'après Le Poussin, gravées au burin pur dans le goût de Bloemaert et de Poilly, qui ne convient pas parfaitement au caractère de ce maître. On connaît moins celles qu'il a considérablement avancées à l'eau-forte, et dans lesquelles on trouve certaines parties traitées avec esprit et d'un très bon goût. On peut regretter qu'il n'ait pas toujours suivi cette manière plus pittoresque et plus libre, dans laquelle il aurait fait sans doute des progrès, et qui aurait augmenté le nombre de ses ouvrages et sa réputation. On lit dans quelques ouvrages sur les arts que Chasteau était un graveur médiocre. Ou les auteurs étaient fort sévères, ou ils n'avaient pas vu ses meilleurs ouvrages. » - Claude-Henri Watelet et Pierre-Charles Levesque[5]

## Musées et collections publiques

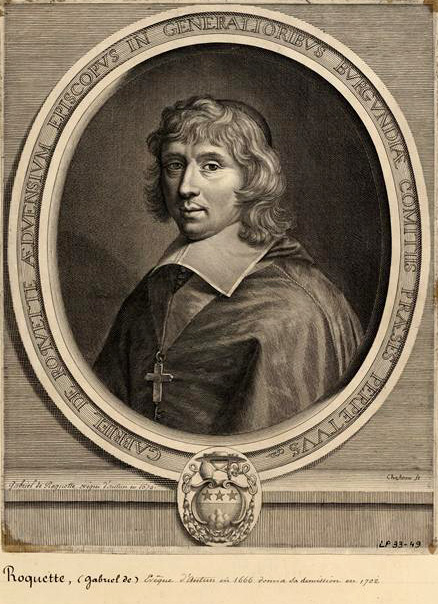
Gabriel de Roquette

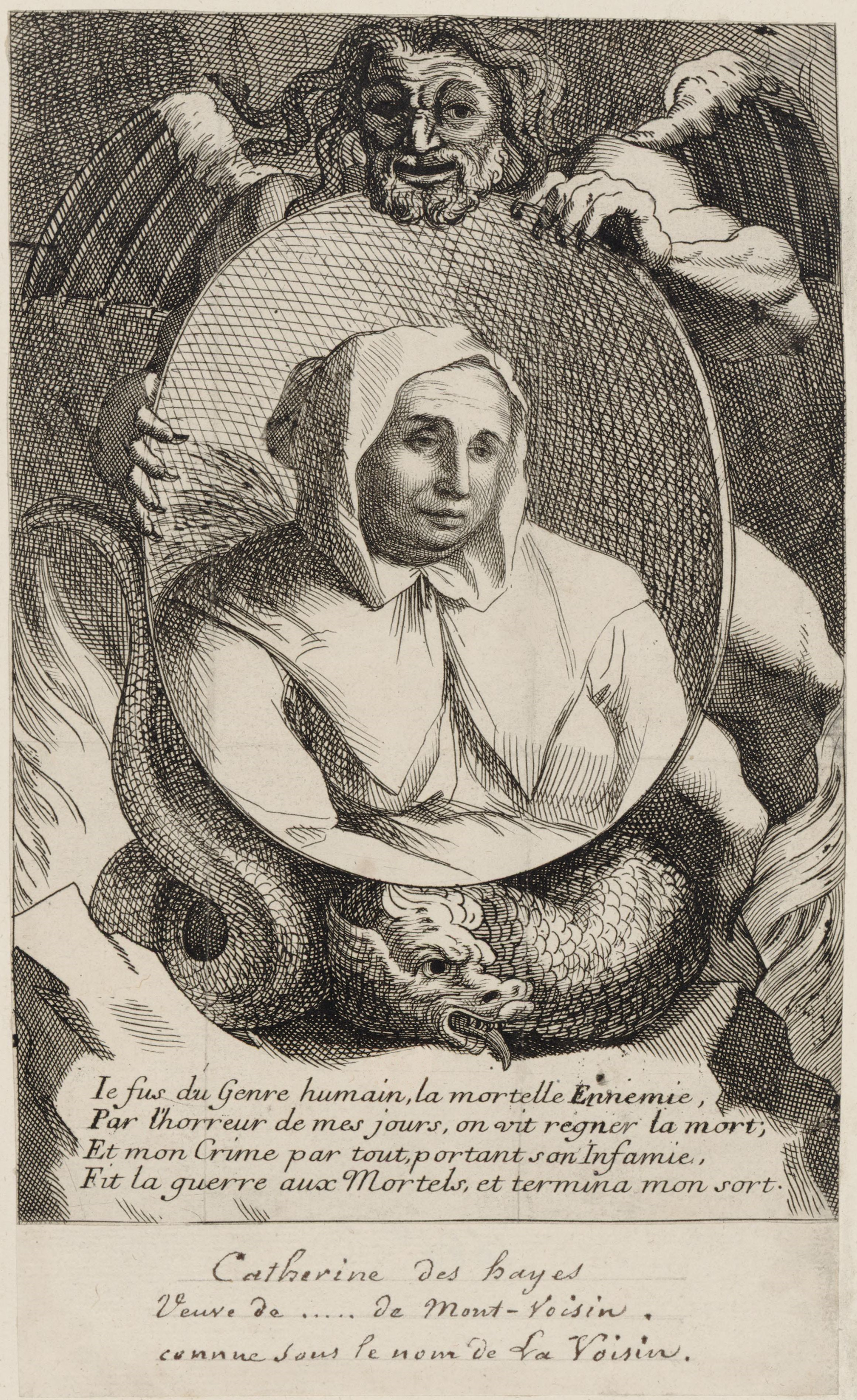
La Voisin, empoisonneuse, d'après Antoine Coypel

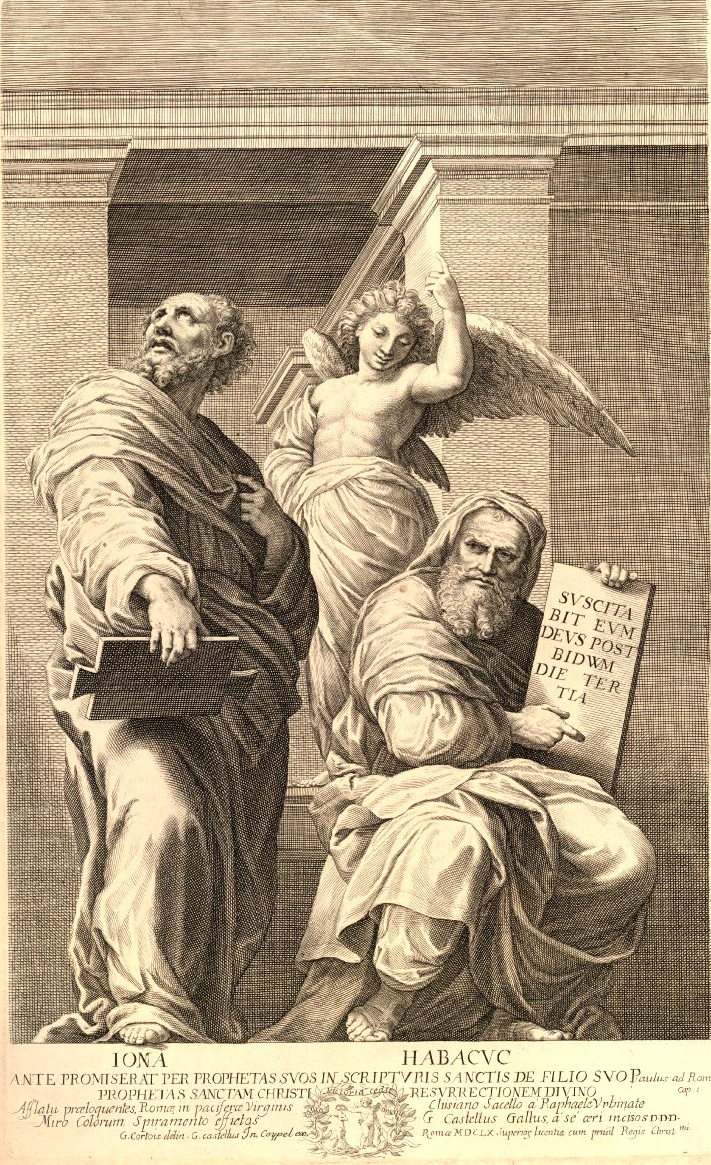
Jonas et Habacuc

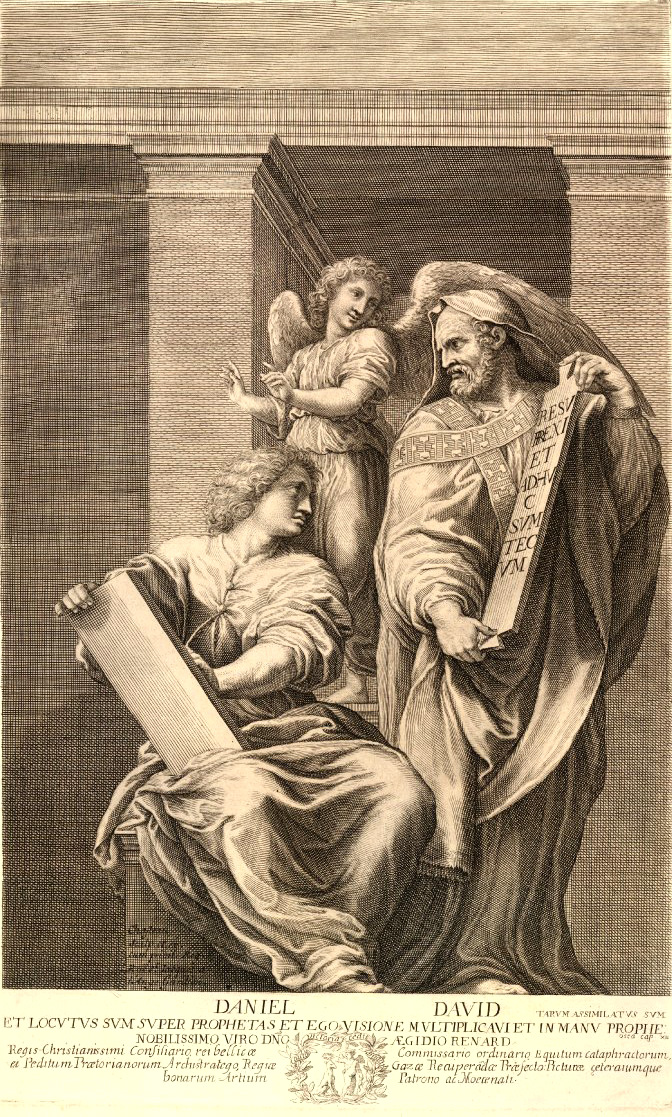
Daniel et David

### France
- Bibliothèque municipale de Lyon, Les Israélites recueillant la manne dans le désert, d'après Nicolas Poussin, 1680.
- Cabinet des estampes de la Bibliothèque nationale de France[15].
- École nationale supérieure des beaux-arts, Paris, Martyre de Saint Étienne, d'après Annibal Carrache[16] ; Saint-Paul élevé jusqu'au troisième ciel, d'après Nicolas Poussin[17].
- Petit Palais, Paris, Jésus sortant de Jéricho toucha les yeux de deux aveugles et aussitôt ils virent, d'après Nicolas Poussin.
- Bibliothèque Carnegie, Reims, Monseigneur Jean-Baptiste Colbert, ministre d'état et commandeur des ordres du Roi.
- Musée du Domaine départemental de Sceaux, Portrait de Colbert.
- Château de Versailles, Portrait de Gabriel de Roquette, évêque d'Autun[18] ; Portrait de Catherine Montvoisin dite La Voisin, empoisonneuse, d'après Antoine Coypel[19].

### Autriche
- Bibliothèque nationale autrichienne, Vienne, Portrait de Colbert.

### Belgique
- Université de Liège, L'Assomption de la Vierge d'après Annibal Carrache[2].

### Estonie
- Université de Tartu, La mort de Germanicus, d'après Nicolas Poussin ; Portrait de Colbert.

### Pays-Bas
- Rijksmuseum, Amsterdam, Renaud et Armide, La mort de Germanicus, d'après Nicolas Poussin[20].
- Musée Teyler, Haarlem, Sortie de prison de Saint Pierre, d'après Nicolas Poussin[21].

### Royaume-Uni
- Galerie nationale d'Écosse, Édimbourg, Les Hébreux recueillant la manne dans le désert, d'après Nicolas Poussin, 1680[22].
- British Museum, Les Hébreux recueillant la manne dans le désert (id.)[23] ; Jonas et Habacuc, d'après Raphaël Sanzio ; Daniel et David, d'après Raphaël Sanzio ; Saint Thomas de Villeneuve, d'après Carlo Maratta.
- Victoria and Albert Museum, Londres, Jupiter enfant allaité par la chèvre Amalthée (gravure légendée : Oracle vivant des curieux et unique centre de la véritable curiosité, dédié à Simon Imbert, conseiller et secrétaire du Parlement d'Aix-en-Provence), d'après Nicolas Poussin[24].
- Wellcome Library, Londres, Jésus sortant de Jéricho toucha les yeux de deux aveugles et aussitôt ils virent, d'après Nicolas Poussin[25].

### États-Unis
- Musée des beaux-arts de Boston, Jupiter allaité par la chèvre Amalthée, d'après Nicolas Poussin.
- Musées d'art de Harvard, Cambridge (Massachusetts), Le jeune Pyrrhus sauvé, La Sainte Famille, Assomption de la Vierge, Saint Paul élevé au troisième ciel, d'après Nicolas Poussin[26].
- Metropolitan Museum of Art, New York, Martyre de Saint Étienne, d'après Annibal Carrache.
- Philadelphia Museum of Art, Philadelphie, La mort de Germanicus, d'après Nicolas Poussin[27].

## Galerie

Gravures de Guillaume Chasteau
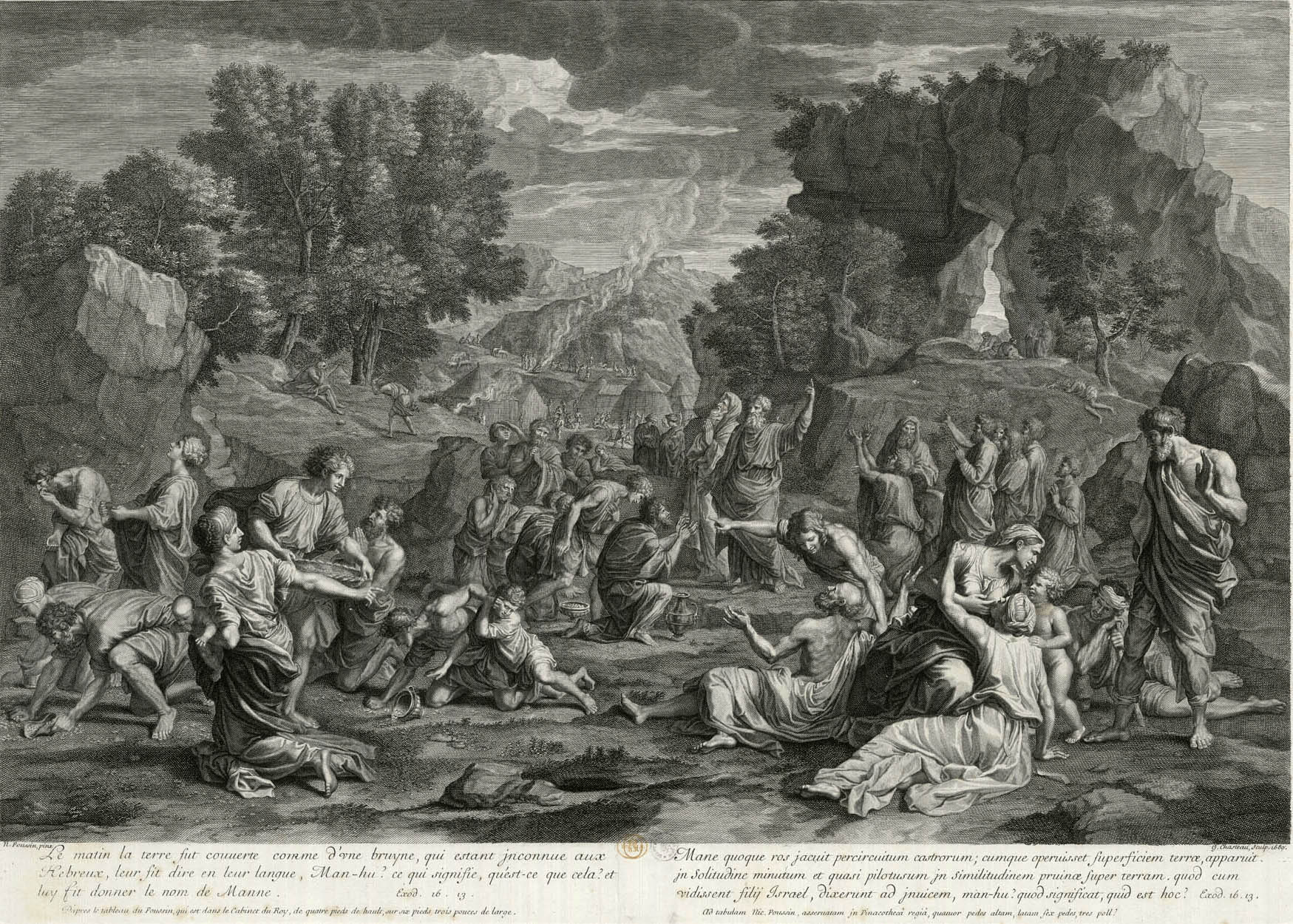
La Manne, d'après Nicolas Poussin
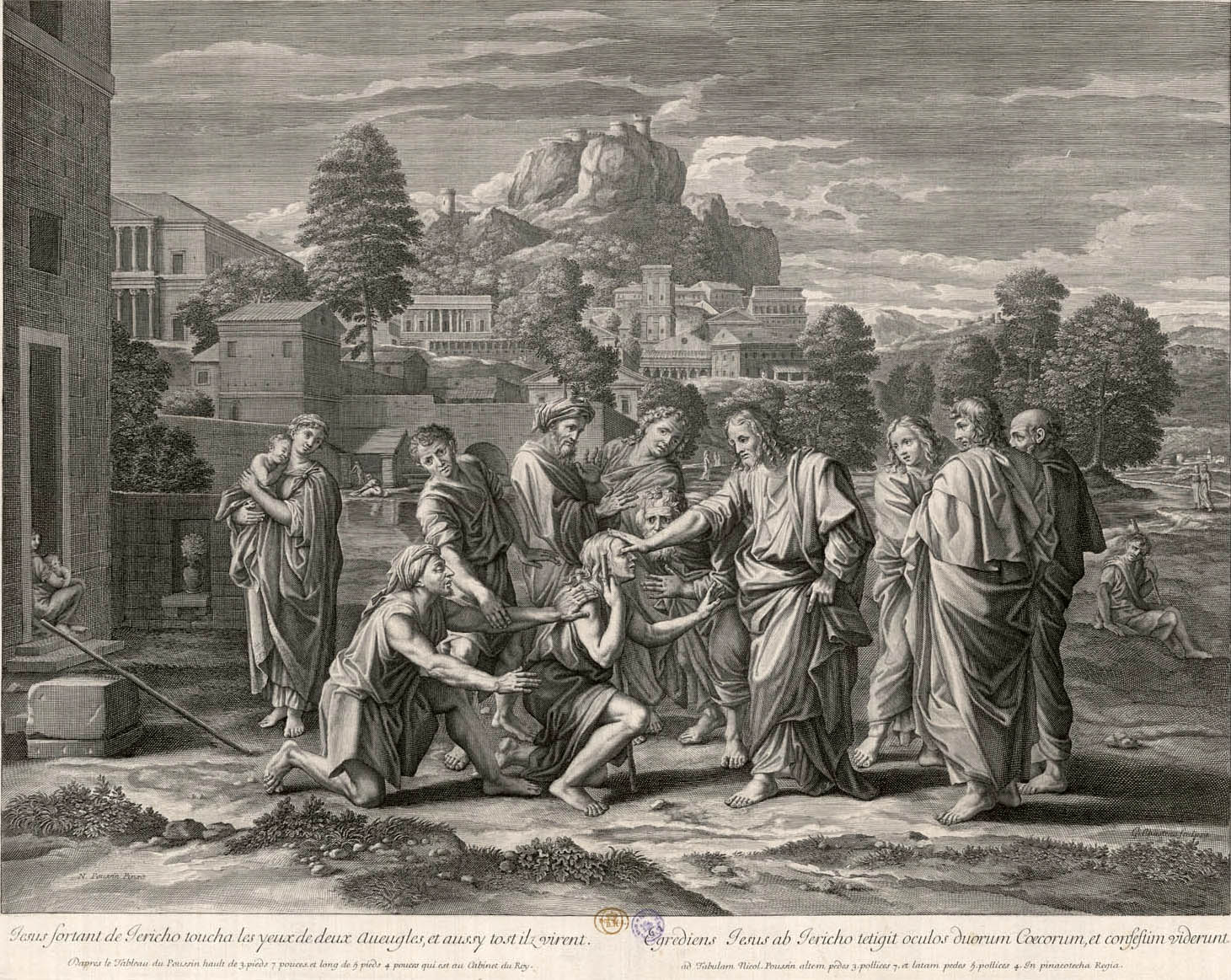
Les Aveugles de Jéricho d'après Nicolas Poussin
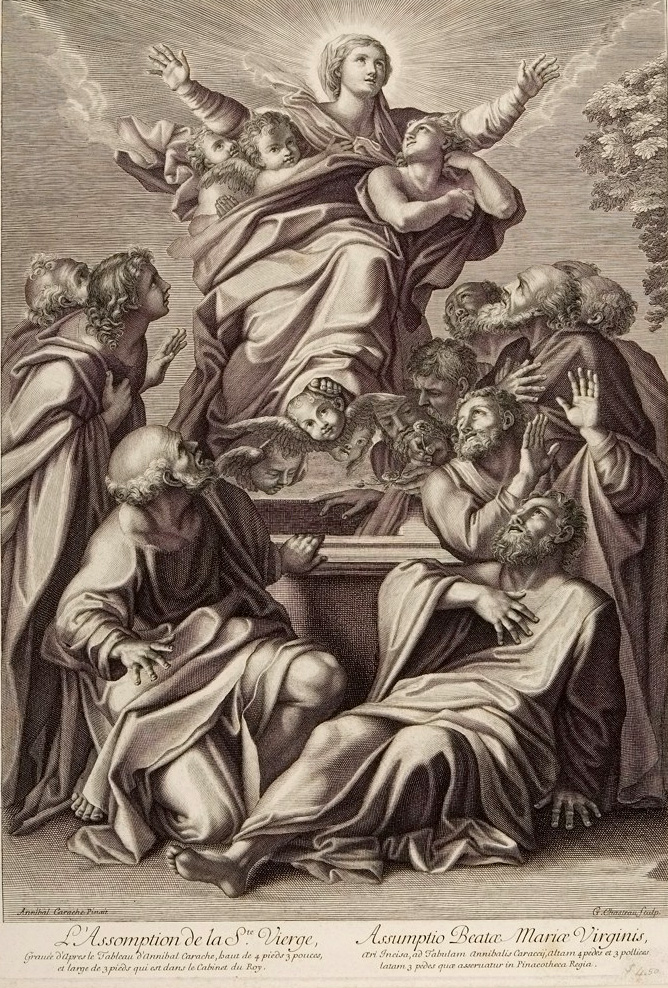
Assomption de la Vierge d'après Annibale Carrache
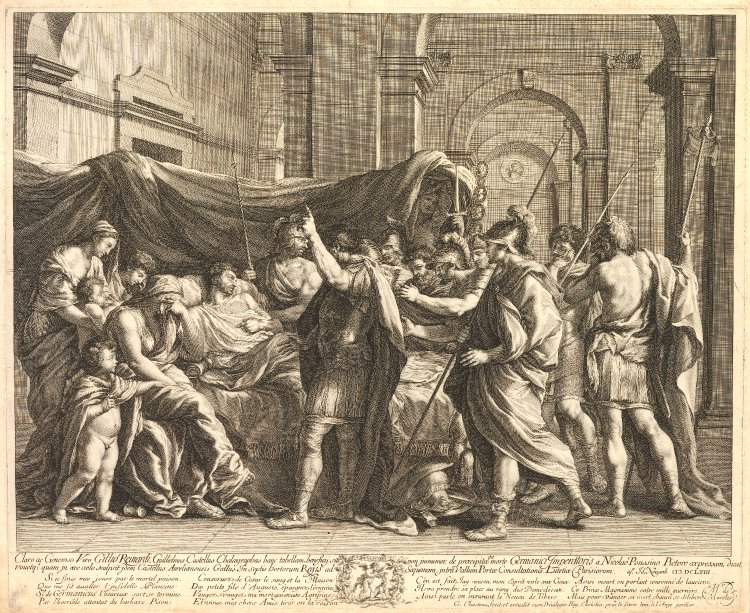
Mort de Germanicus d'après Nicolas Poussin
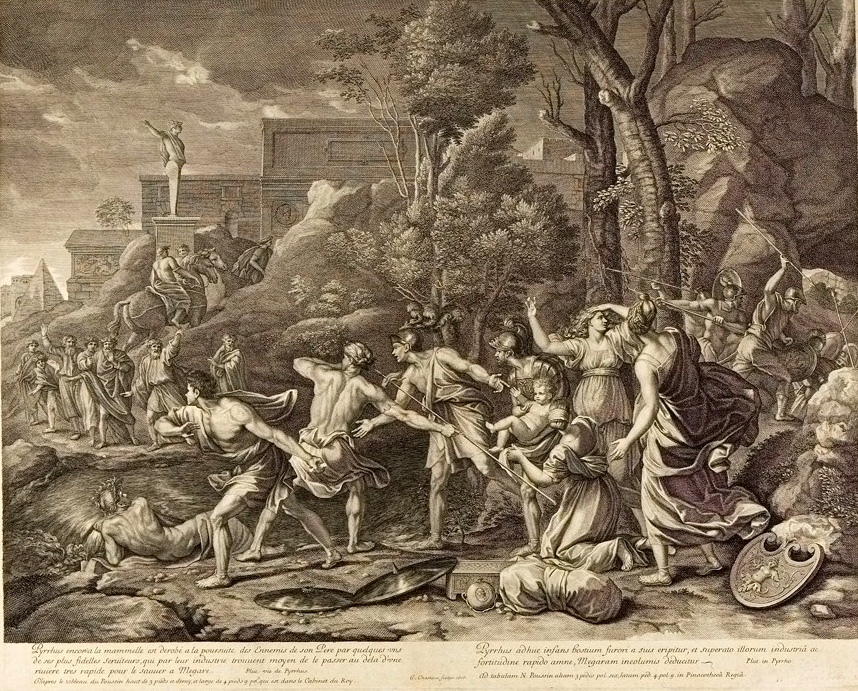
Le Jeune Pyrrhus sauvé d'après Nicolas Poussin

## Collections privées
- Alexander Dyce[28].

## Élèves
- Benoît Farjat (?-1724)[29].
- Charles Simonneau (1645-1728).